# مسلة تحتمس الثالث

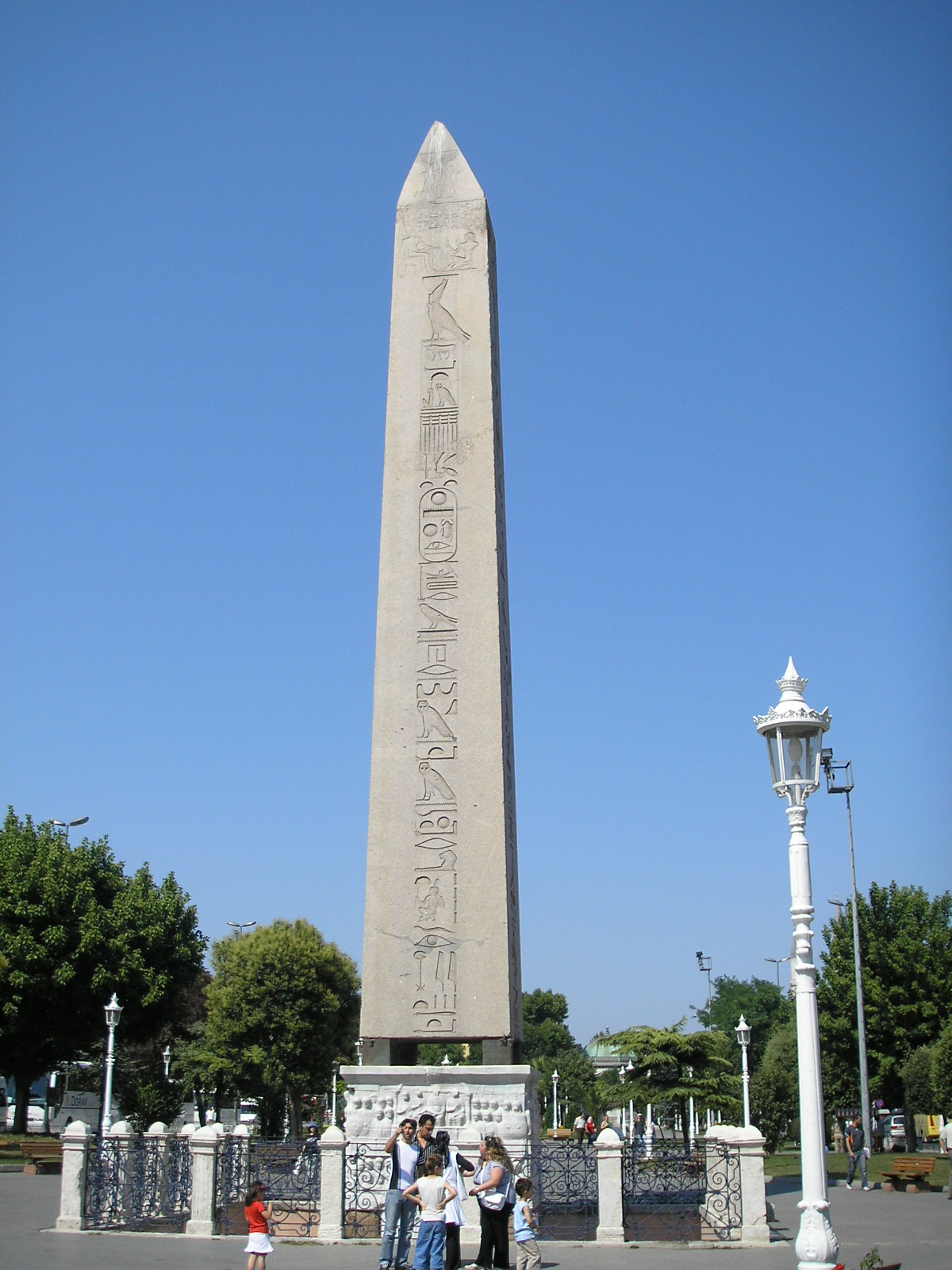
مسلة تحتمس الثالث بإسطنبول

مسلة تحتموس الثالث أو مسلة ثيودوسيوس هي مسلة الفرعون تحتمس الثالث وهي موجودة اليوم في إسطنبول في ميدان السلطان أحمد والذي كان سابقاً مضماراً لسباق الخيول. وقد نقلت المسلة من مصر إلى إسطنبول على يد الإمبراطور الروماني ثيودوسيوس الأول.